# Corematodus
Corematodus is een geslacht van straalvinnige vissen uit de familie van de cichliden (Cichlidae).

## Soorten
- Corematodus shiranus Boulenger, 1897
- Corematodus taeniatus Trewavas, 1935